# Josep Vives i Campomar
Josep Vives i Campomar   (Maó, 1940 - Maó, 3 d'agost de 2024) va ser un pintor i gravador menorquí, fill del també pintor Joan Vives i Llull. Es va formar a l'Escola de Belles Arts de Barcelona, on establí amistat amb altres artistes com Miquel Vilà o Xavier Serra de Rivera. Posteriorment amplià els estudis a Florència. Especialitzat en el dibuix de natures mortes i paisatges, en un estil proper al Novecento italià, va fer exposicions a Palma, Zúric i Barcelona, entre d'altres.